# Endingen
Endingen (hasta 1945 Oberendingen) es una comuna suiza del cantón de Argovia, situada en el distrito de Zurzach. Limita al norte con las comunas de Tegerfelden y Baldingen, al este y sureste con Lengnau, al sur con Obersiggenthal, y al oeste con Würenlingen.
Desde el 1 de enero de 2014 incluye el territorio de la antigua comuna de Unterendingen.

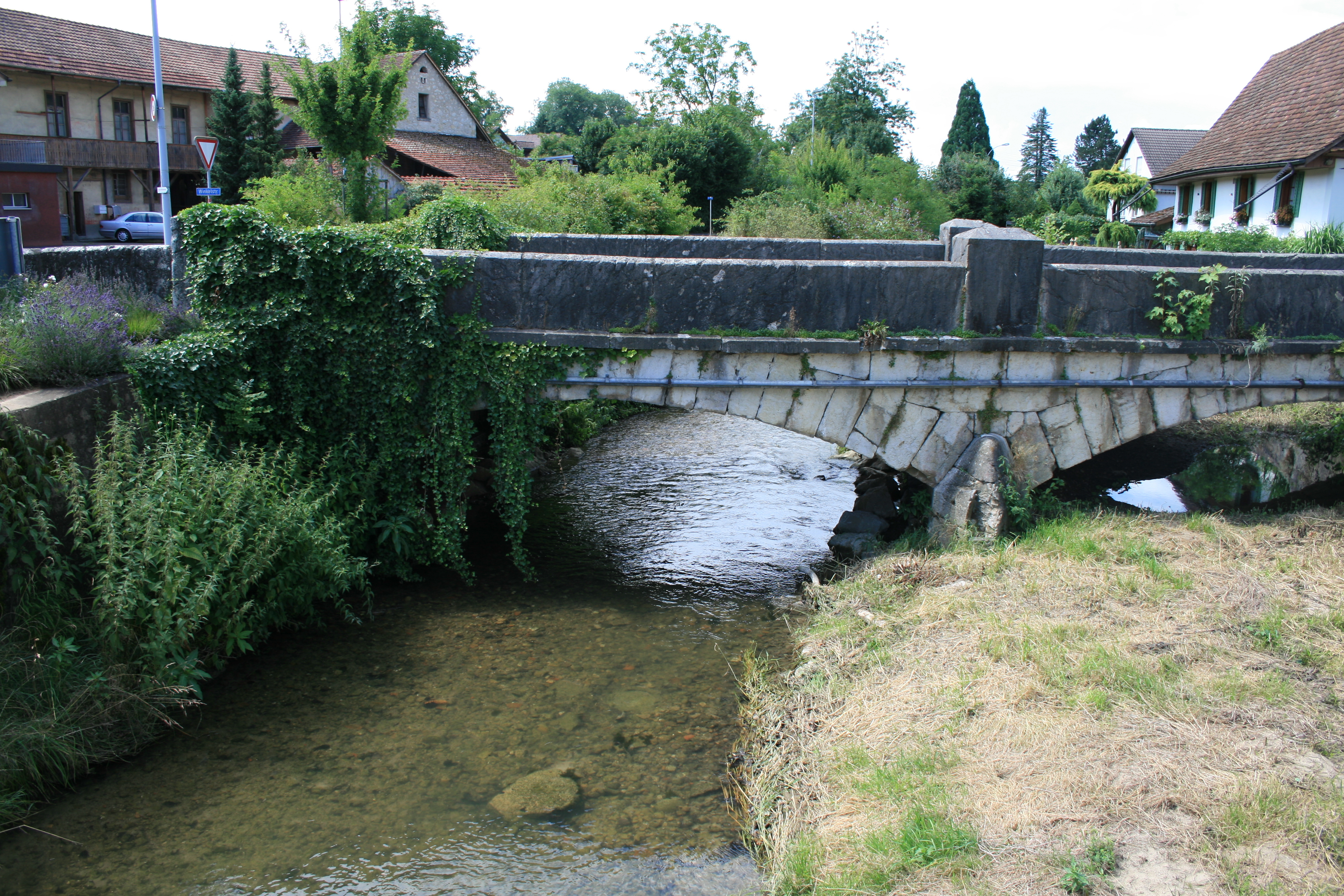
Puente en Endingen.